# Klaus Weiss (Schauspieler)

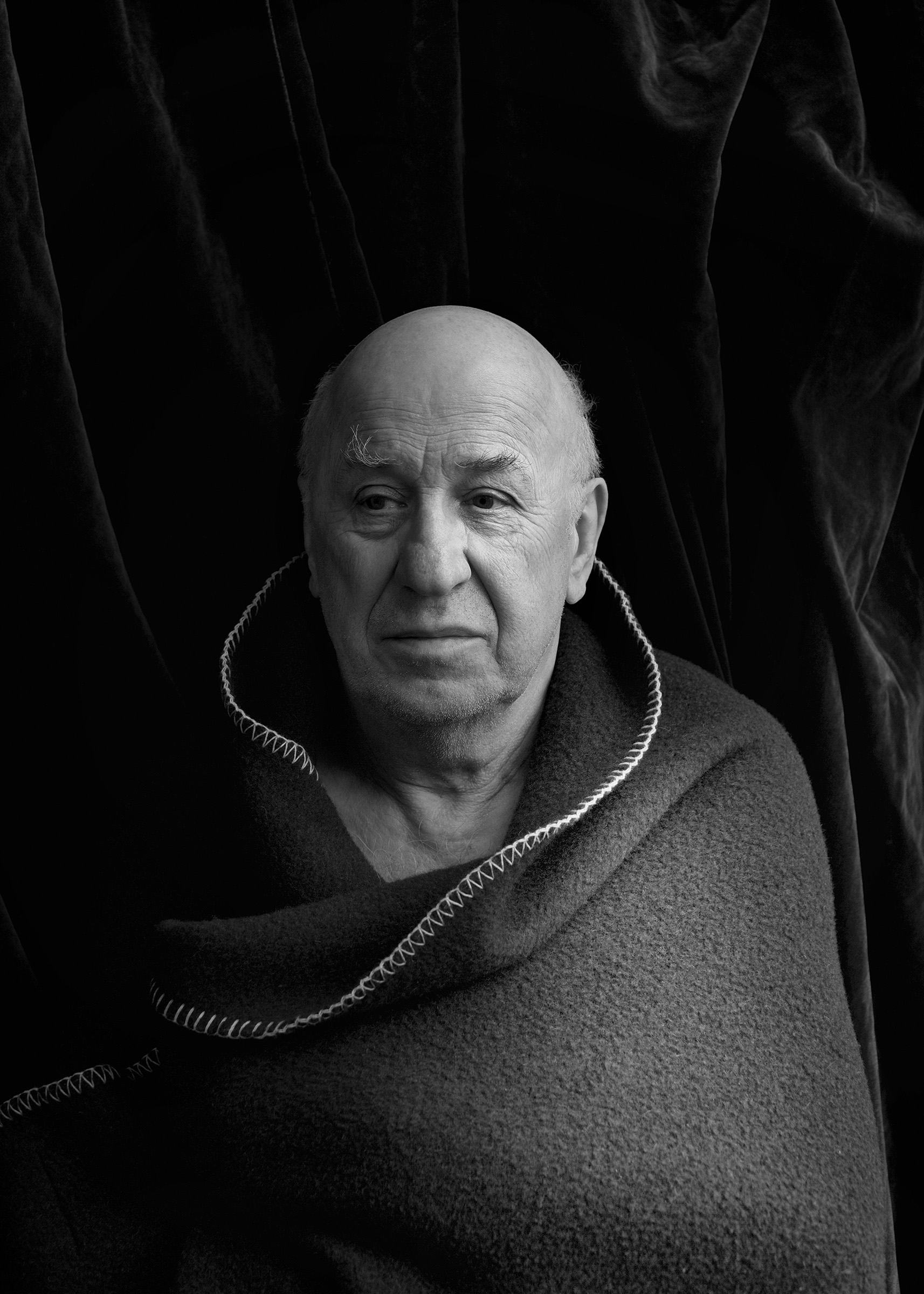
Klaus Weiss fotografiert von Oliver Mark, Bochum 2016

Klaus Weiss (* 1944 in Ostpreußen; † 1. Januar 2023 in Bochum) war ein deutscher Schauspieler und Hörspielsprecher.

## Leben
Klaus Weiss war seit 1968 als Schauspieler auf verschiedenen deutschen Bühnen tätig. Neben Stationen in Castrop-Rauxel, Kiel und Nürnberg spielte er ab 1993 am Staatstheater Stuttgart. Dort arbeitete er mit Regisseuren wie Martin Kušej, Hans-Ulrich Becker und Elmar Goerden. Zwischen 2005 und 2018 war Weiss am Schauspielhaus Bochum unter der Intendanz von zunächst Elmar Goerden, dann Anselm Weber und Olaf Kröck engagiert.

## Hörspiele (Auswahl)
Die ARD-Hörspieldatenbank enthält (Stand: Januar 2023) für den Zeitraum von 1989 bis 2018 insgesamt 43 Datensätze, in denen Klaus Weiss als Sprecher geführt wird.
- 1989: Jürgen Bevers, Klaus Kreimeier: Das Gespenst der Freiheit oder Max der Bruchpilot. Politische Revue in 6 Teilen – Regie: Ulrich Heising (Hörspiel – SWF/RB)
- 1994: Roderich Feldes: Wahre Lüge, falsches Glück – ein Melodram (M3/5. Kunde/Lohoff/Chor) – Regie: Norbert Schaeffer (Original-Hörspiel – SWF)
- 1995: Shirley Shea: Aus Studio 13: Katzensprung (Mr. Maitland) – Regie: Walter Adler (Hörspielbearbeitung, Kriminalhörspiel – SDR/SFB)
- 1995: Hans Bemmann: Stein und Flöte (4 Teile) – Bearbeitung und Regie: Christian Gebert (Hörspielbearbeitung, Kinderhörspiel – SDR/HR)
- 1996: Gustav Meyrink: Phantastik aus Studio 13: Der Golem (3 Teile) (Schemajah Hillel) – Regie: Andreas Weber-Schäfer (Hörspielbearbeitung, Science-Fiction-Hörspiel – SDR)
- 1997: Donna Leon: Die Fälle des Commissario Brunetti: Venezianisches Finale (2. Teil) – Regie: Hans Gerd Krogmann (Hörspielbearbeitung, Kriminalhörspiel – SDR/DLR Berlin/WDR)
- 1998: Garrison Keillor: Radio Romance (4 Teile) (Dr. Forbes, Krankenhausarzt) – Bearbeitung und Regie: Walter Adler (Hörspielbearbeitung – SDR/WDR)
- 2000: Erich Hackl: Anprobieren eines Vaters (Drucker) – Regie: Ulrich Lampen (Originalhörspiel – SWR/ORF)
- 2001: Peter Stamm: Passion – Regie: Günter Maurer (Hörspielbearbeitung – SWR)
- 2005: Ingomar von Kieseritzky: Schöne Schädeley oder Schiller bei Goethe zu Gast (John) – Regie: Norbert Schaeffer (Originalhörspiel – SWR)
- 2005: Tad Williams: Otherland (15. Teil) (Dr. Jupiter Danney) – Regie: Walter Adler (Hörspielbearbeitung, Science-Fiction-Hörspiel – HR)